# Helene von Krause
Helene von Krause, geb. von Boddien, Pseudonym: C. v. Hellen (* 13. Januar 1841 in Brandenburg an der Havel; † 14. April 1915 in Ludwigslust) war eine deutsche Schriftstellerin.

## Leben

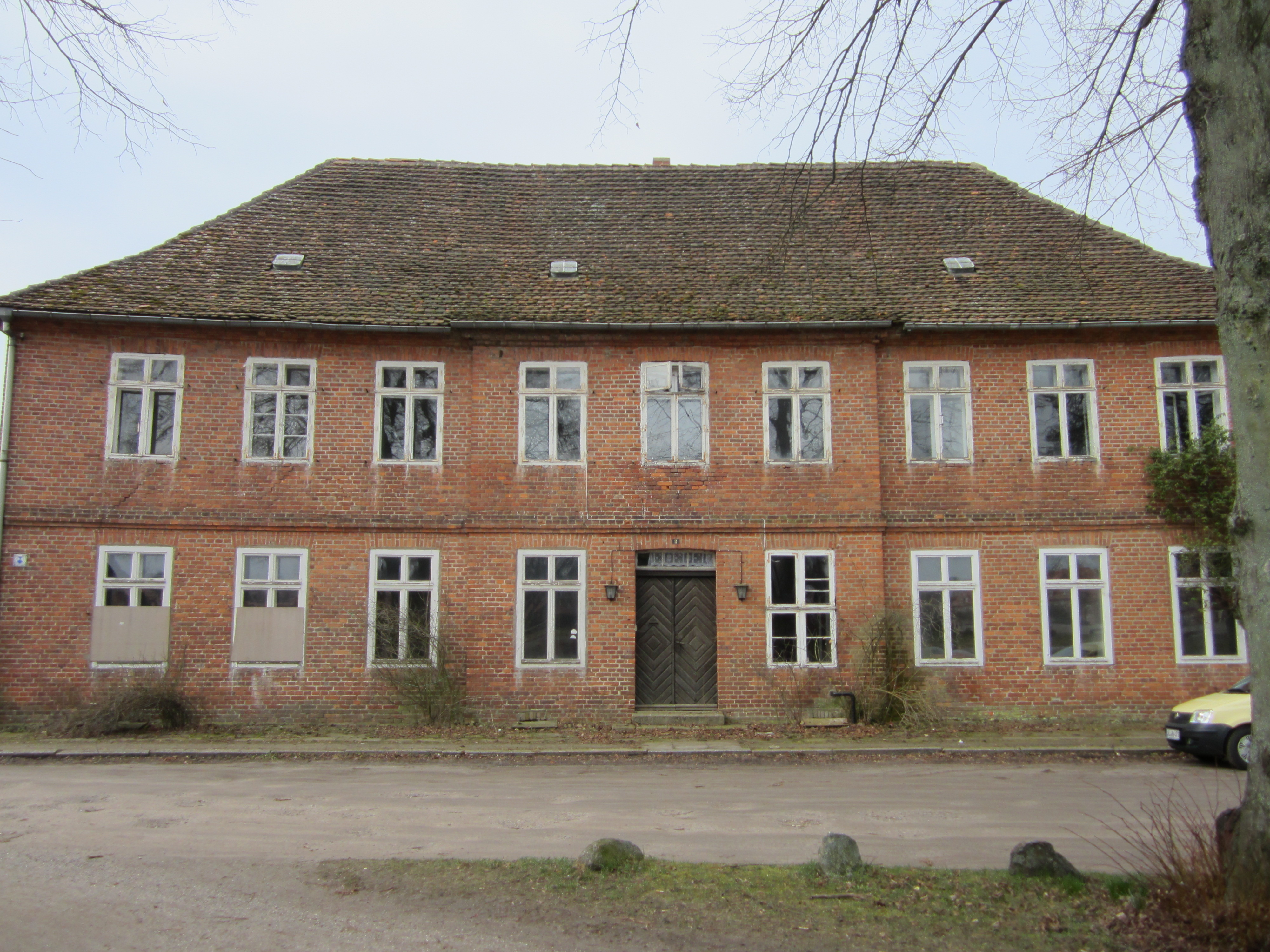
Am Bassin 8 in Ludwigslust

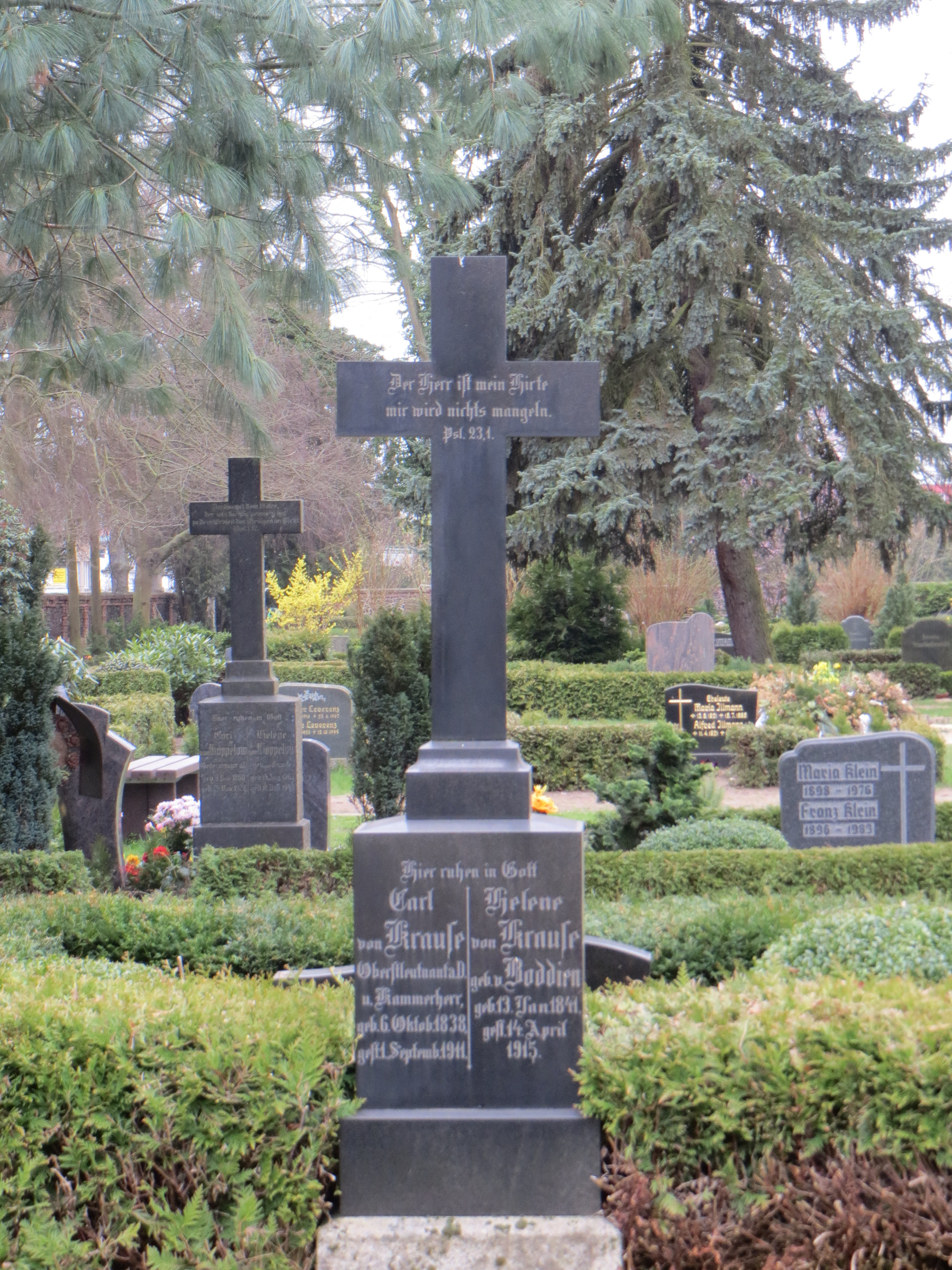
Grab in Ludwigslust

Helene stammte aus einer Offiziersfamilie und war die Tochter des Adolf von Boddien (1812–1885), einem Sohn des mecklenburgischen Generalmajors Johann Caspar von Boddien, und dessen Frau Alberta, geb. von Arnim (1821–1899). Sie wuchs zunächst in Schwedt an der Oder und auf dem Gut Klein-Plasten auf. Zur Schule ging sie in Ludwigslust, wo sie 3 Jahre in der Wegerschen Pension verbrachte. Die letzten Jahre vor der Ehe lebte sie in Neustrelitz, wo ihr Vater Hofmarschall am großherzoglichen Hof von Mecklenburg-Strelitz geworden war. 1862 heiratete sie hier den Kürassier-Leutnant und späteren Kammerherrn Karl von Krause (1838–1911). Das Paar lebte bis zu Karl von Krauses Pensionierung als Oberstleutnant 1889 an verschiedenen Orten, zuletzt in Pasewalk. Dann kehrte sie nach Ludwigslust zurück und lebte im Haus Am Bassin 8. Sie wurde an der Seite ihres Mannes auf dem Friedhof in Ludwigslust begraben.

## Werk
Helene von Krause schrieb vor allem Novellen, Aufsätzen und Gedichte in Zeitschriften und Zeitungen wie Fürs Haus, Illustrierte Frauenzeitung, Kreuzzeitung sowie zwei größere Romane und Unter der wendischen Krone: Wanderungen durch Mecklenburg. Von den Novellen sind im Christlichen Zeitschriftenverein in Berlin einige als Volksbücher erschienen.

## Werke
- Der Herr Diakonus. Novelle. Lehmann, Leipzig 1884.
- Ursula. Novelle. Leipzig 1885.
- Um des Andern willen. Erzählung. Ungleich, Leipzig 1892.
- Echtes Gold. Erzählung. Berlin 1894.
- Hittebarn. Erzählung aus dem 17. Jahrhundert. (Neue Volksbücher III; Bd. 15). Vereins-Buchhandlung, Berlin 1894.
- Freiheit. Erzählung. (Neue Volksbücher 19). Berlin 1895.
- Zum Licht. Erzählung aus der Zeit der Reformation. (Neue Volksbücher 25). Berlin 1895.
- Neues Märchenbuch. (Kolorirte Kinderbibliothek; No. 6). Christlicher Zeitschriftenverlag, Berlin 1895.
- Und dennoch! Velhagen & Klasing, Bielefeld 1896.
- Zwei Miniaturen. F. Bahn, Schwerin 1897.
- Das Testament des Kaisers. Roman aus der römischen Kaiserzeit. Mit Illustrationen von Alexander Rothaug. Berlin 1901.
- Unter der wendischen Krone. Wanderungen durch Mecklenburg. Teil 1 [mehr nicht erschienen.] Fontane, Berlin 1912.